# Ирационално число
В математиката ирационално число е всяко реално число, което не е рационално. С други думи, не може да се представи като обикновена дроб от вида m/n, където m и n са цели числа и n е различно от нула. Ирационалното число е безкрайна десетична непериодична дроб. Едни от най-добре известните ирационални числа са π, Ойлеровото число {\displaystyle e}, Златното сечение φ  и {\displaystyle \scriptstyle {\sqrt {2}}}.
Ирационалните числа се делят на алгебрични и трансцендентни. Алгебричните числа могат да се изразят като корен на полином с рационални коефициенти (напр. {\displaystyle \scriptstyle {\sqrt {2}}} е корен на x2 - 2 = 0), а трансцендентните (като π) – не.
Когато съотношението на две отсечки е ирационално число, се казва, че отсечките са несравними, което от своя страна значи, че нямат общ делител. В този смисъл, делител на отсечка l е такава отсечка J, която може да се нанесе върху l цяло число на брой пъти.

## История
Първото доказателство на съществуването на ирационалните числа е обикновено приписвано на Хипазос от Метапонт, един от питагорейците, доказал несъизмеримостта на диагонала и страната на квадрата, всъщност ирационалността на корен от две. Съгласно легендата това откритие така потресло неговите събратя, че за да спрат разпространението на тази еретична идея, те го удавили.

## Доказателство, че2{\displaystyle \scriptstyle {\sqrt {2}}}е ирационално
Допускаме обратното, а именно, че {\displaystyle \scriptstyle {\sqrt {2}}} е рационално. Тогава {\displaystyle \scriptstyle {\sqrt {2}}} може да бъде представено като несъкратима дроб {\displaystyle \scriptstyle {\sqrt {2}}} = m/n. Умножаваме по n и двете страни и се получава {\displaystyle \scriptstyle {\sqrt {2}}}n = m. Вдигаме двете страни на квадрат и се получава 2n2 = m2. Това обаче показва, че m е четно число (заради двойката до n2). Следователно можем да заместим m с 2k. Получава се 2n2 = 4k2. Оттук n2 = 2k2. Това обаче показва, че и n е четно число. Така се оказва, че допуснахме, че m/n е несъкратима дроб, но от друга страна се вижда, че и m и n са четни числа, т.е. дробта е съкратима, което води до противоречие с допуснатото и оттук следва, че {\displaystyle \scriptstyle {\sqrt {2}}} е ирационално число.
От друга страна числото {\displaystyle \scriptstyle {\sqrt {2}}} представлява дължината на диагонала на квадрат със страни равни на 1, т.е. това число съществува.